# Даніеле Дзоратто
Даніеле Дзоратто (італ. Daniele Zoratto; нар. 15 листопада 1961, Еш-сюр-Альзетт) — італійський футболіст, що грав на позиції півзахисника, зокрема за «Брешію», «Парму», а також національну збірну Італії. По завершенні ігрової кар'єри — тренер.

## Клубна кар'єра
Народився 15 листопада 1961 року в люксембурзькому місті Еш-сюр-Альзетт. Вихованець юнацької команди «Пйоббіко».
У дорослому футболі дебютував 1978 року виступами за головну команду «Пйоббіко», в якій провів один сезон, а згодом з 1979 по 1983 рік грав за «Казале», «Белларію», «Чезену» та «Ріміні».
Своєю грою за останню команду привернув увагу представників тренерського штабу «Брешії», до складу якої приєднався 1983 року. Відіграв за клуб з Брешії наступні шість сезонів своєї ігрової кар'єри. Більшість часу, проведеного у складі «Брешії», був основним гравцем команди.
1989 року уклав контракт з «Пармою», у складі якої провів наступні п'ять років своєї кар'єри гравця. Граючи за «Парму» також здебільшого виходив на поле в основному складі команди. За цей час виборов титул володаря Кубка Італії, ставав володарем Кубка Кубків УЄФА і Суперкубка УЄФА.
Завершував ігрову кар'єру в «Падові», за яку виступав протягом 1994—1995 років.

## Виступи за збірну
Навесні 1993 року провів свою єдину гру у складі національної збірної Італії.

## Кар'єра тренера
Розпочав тренерську кар'єру відразу ж по завершенні кар'єри гравця, 1995 року, очоливши тренерський штаб команди «Волунтас Брешія», де пропрацював з 1995 по 1997 рік.
Згодом працював на різних тренерських посадах у низці італійських клубів, зокрема протягом двох періодів був головним тренером «Модени».
У 2010 році розпочав співпрацю з Італійською федерацією футболу, очоливши тренерський штаб юнацької збірної Італії. Відтоді працює з італійськими юнацькими збірними різних вікових категорій.
| Дата     | Місто | Господарі | Результат | Гості  | Турнір            | Голи | Примітки |
| -------- | ----- | --------- | --------- | ------ | ----------------- | ---- | -------- |
| 1-5-1993 | Берн  | Швейцарія | 1 – 0     | Італія | Відбір до ЧС 1994 | -    | 64'      |
| Усього   |       | Матчів    | 1         |        | Голів             | 0    |          |

## Титули і досягнення
- Володар Кубка Італії (1):

«Парма»: 1991–1992
- Володар Кубка Кубків УЄФА (1):

«Парма»: 1992–1993
- Володар Суперкубка УЄФА (1):

«Парма»: 1993